# Inquisitor arctatus
Inquisitor arctatus é uma espécie de gastrópode do gênero Inquisitor, pertencente a família Pseudomelatomidae.